# Сопдет

| S29 | M44 | D46 · X1 | N14 | B1 |

Сопдет — давньоєгипетська богиня неба і настання Нового року, почиталася починаючи з епохи Раннього царства. Її уособленням була зірка Сіріус. Як захисниця померлого фараона, Сопдет супроводжувала його і допомагала йому зійти на небо. Разом з цим Сопдет шанувалася також як богиня родючості, відродження і як одна з творців світу. Грекам була знана як Сотіс (Σῶθις).

## Міфологія
Ще з додинастичних часів і аж до закінчення епохи Середнього царства богиня Сопдет шанувалася як богиня, яка сповіщає про початок розливів Нілу. У період від Середнього і до Нового царства вона стає «Матір'ю розливу, що щорічно породжує його знову». Наприкінці епохи Нового царства єгиптяни приймають розливи (у зв'язку з їх наступами в літній час) за «витікання поту первинного океану». Лише за часів правління династії Птолемеїв до Сопдет повертається титулатура «приносить розливи Нілу» (як і до Анукет та Сатіс, згідно фаюмської книги). Надалі в елліністичному Єгипті роль богині знову змінюється. Згідно з написами храму в Есні, вона приходить в країну Нілу вже коли настає повінь.
В нічному небі над Єгиптом Сопдет найчастіше виконує функції богині Хатхор, іноді — Ісіди. Вона, разом з Осірісом, відіграє важливу роль у давньоєгипетській космогонії, присутня при створенні світу. Перший день Всесвіту, відповідно до уявлень єгиптян, почався з геліактичного сходи Сіріуса, яки ототожнювався з богинею Сопдет. Сіріус є найяскравішою зіркою нічного неба і тому його рух знаходиться в прямому зв'язку з ходом давньоєгипетського місячного календаря. Тому в свято Нового року (Сатіс) єгиптяни урочисто святкували «пришестя Сопдет». Це свято святкували ще в II до н. е. — як народження богині, яка залишила підземне царство мертвих.

## Зображення та культ
Богиня Сопдет мала різні образи. Як правило, вона зображувалася як стояча жінка, часто — у човні. Іноді вона носить прикраси з пір'я, корону з рогів (як богиня Хатхор) тощо. Після злиття культу Сопдет з культом богині Сатіс Сопдет-Сатіс носить корону Верхнього Єгипту і роги антилопи із зіркою між ними, а також лук зі стрілами.
У зв'язку з тим, що у повноваженнях Сопдет було управління розливами Нілу, вона була одним з життєво важливих для існування Єгипту божеств. З часом відбулося зрощення її культу з культом богині Сатіс. Також вона утворювала божественну тріаду з богинями Сах і Сопду. Поклонялися богині Сопдет на Елефантині, в Мемфісі, Дендері, Фаюмі і в Філах.